# Rae Langton
Rae Helen Langton (née le 14 février 1961) est une philosophe australo-britannique. Elle est actuellement professeure de philosophie à Knightbridge à l'Université de Cambridge. Elle a publié de nombreux ouvrages sur la philosophie d'Emmanuel Kant, la philosophie morale, la philosophie politique, la métaphysique et la philosophie féministe. Elle est également connue pour son travail sur la pornographie et l'objectivation.

## Biographie
Langton est né en 1961 à Ludhiana, en Inde, de David et Valda Langton. Ses parents sont des missionnaires laïcs. Elle fréquente l'école Hebron, à Coonoor et à Ootacamund, en Inde. En 1980, elle déménage en Australie et fréquente l'Université de la Nouvelle-Angleterre. En 1981, elle s'inscrit à l'Université de Sydney où elle se spécialise en philosophie et s'intéresse tout spécialement à Kant. Sa thèse, soutenue en 1986, explore la tension entre le réalisme scientifique de Kant et son idéalisme. Langton part alors pour les États-Unis et commence des études supérieures à l'Université de Princeton dans le département de philosophie. C'est pendant ses études de philosophie sociale à Princeton qu'elle s'intéresse aux débats philosophiques sur la liberté d'expression et la pornographie. En 1990, avant d'écrire sa thèse de doctorat, Langton retourne en Australie. De 1990 à 1998, elle est maître de conférences au département de philosophie de l'Université Monash à Melbourne. Sous la direction de Margaret Dauler Wilson, Langton obtient son doctorat en 1995 à Princeton avec un travail intitulé Kantian Humility.
Langton obtient un poste au Royaume-Uni en 1998, à l'Université de Sheffield. De 1999 à 2004, elle est professeur de philosophie morale à l'Université d'Edimbourg. Elle se marie au philosophe Richard Holton. De 2004 à 2013, elle est de retour aux États-Unis en tant que professeur au Département de linguistique et de philosophie du Massachusetts Institute of Technology. En 2013, elle a rejoint la faculté de philosophie de l'université de Cambridge et est devenue Fellow du Newnham College de Cambridge. En 2014, elle a été élue membre de la British Academy, l'académie nationale des sciences humaines et sociales du Royaume-Uni. Elle a donné des conférences John Locke sur 'Accommodating Injustice' à l'Université d'Oxford en 2015. En 2017, elle est la première femme nommée Professeure de Philosophie de Knightbridge à Cambridge.

## Œuvre
En 1990, en réponse à Ronald Dworkin, Y a-t-il un droit à la pornographie? (Is There a Right to Pornography?), Langton a publié un article intitulé Whose right? portant en sous-titre: Ronald Dworkin, les femmes et les pornographes dans lequel elle pointe les contradictions entre les positions de Dworkin sur la ségrégation et la discrimination positive (affirmative action) d'une part, et sa défense de la pornographie, d'autre part. La plupart des articles qu'elle a publiés entre 1990 et 1999 ont été rassemblés dans son livre de 2009, Solipsisme sexuel : Essais philosophiques sur la pornographie et l'objectivation (Sexual Solipsism: Philosophical Essays on Pornography and Objectification). En contexte francophone, cette position contre la pornographie a souvent été critiquée au sein des courants progressistes et féministes ,,.
Son premier livre, Kantian Humility: Our Ignorance of Things in Themselves (L'humilité kantienne: notre ignorance des choses en soi) est basé sur sa thèse. Selon Michael Esfeld, «dans cette perspective il n'y a pas d'idéalisme dans Kant, plutôt ce que Langton appelle l'humilité épistémique.»  Ralph Walker a décrit le livre comme «l'un des livres les plus originaux et les plus stimulants sur Kant depuis assez longtemps. " 